# Pornophonique
Pornophonique je německá hudební skupina, jejíž hudba spadá do žánru electronica.
Členové skupiny jsou Kai Richter (kytara, zpěv, C64) a Felix Heuser (Gameboy). Svoji hudbu nabízí pod licencí Creative Commons. Skupina vydala dvě alba 8-bit lagerfeuer (2007) a Brave New World (2020).

## 8-bit lagerfeuer
- Sad Robot
- Take Me To The Bonuslevel Because I Need An Extralife
- Lemmings In Love
- Space Invaders
- I Want To Be A Machine
- 1/2 Player Game
- Game Over
- Rock'n'roll Hall Of Fame